# بوبر رگه‌زرد
بوبر رگه‌زرد (نام علمی: Phyllastrephus flavostriatus) نام یک گونه از سرده بوبرهای اصلی است.